# Цветик-семицветик (фильм)
Цве́тик-семицве́тик — советский короткометражный телефильм, поставленный в 1968 году режиссёрами Гарником Аразяном и Борисом Бушмелёвым по мотивам одноимённой сказки Валентина Катаева.

## Сюжет
Мама посылает свою дочь — девочку Женю — в магазин за баранками. Купив баранки, Женя отвлекается на велосипедистов-гонщиков, и маленький пёсик съедает всю её покупку. Девочка бежит за пёсиком и попадает в незнакомую часть города. Там она знакомится с волшебницей, которая дарит ей цветик-семицветик. Если чего-то пожелать, а потом оторвать лепесток и бросить его так, чтобы он летел, а потом опустился, то всё исполнится.
Сперва Женя желает оказаться дома. Затем, попав туда, она разбивает мамину любимую вазочку, и желает, чтобы осколки склеились обратно. Третьим желанием девочки стало получение всех игрушек детей во дворе (Женю не хотели брать в игру), а затем — чтобы все игрушки вернулись обратно к хозяевам. Прогуливаясь по улице, Женя видит  мальчиков, которые играют в космонавтов, готовящихся к полёту на Луну. Они не хотят с ней играть, и тогда девочка желает, чтобы она с одним из мальчиков оказалась на Полярной звезде, а затем желает попасть обратно на Землю. 
Познакомившись с хромым  мальчиком Витей, Женя тратит последний лепесток на благое дело — желает, чтобы тот выздоровел....

## В ролях
- Рита Муганова — Женя (озвучивала Ольга Громова)
- Светлана Старикова — мама / волшебница / королева Полярной звезды
- Тимур Ваулин — Витя
- Игорь Рыльцов — Мальчик
- Саша Соловьёв — младший брат Жени
- Гарник Аразян — фотограф